# Pueblo judío
El pueblo judío (en hebreo: יְהוּדִים ISO 259-2: Yehudim, pronunciación [jehuˈdim]) es una colectividad étnico-religiosa y cultural descendiente del pueblo hebreo y de los antiguos israelitas del levante mediterráneo. La religión constituye un posible aspecto de pertenencia al pueblo judío así como las tradiciones, prácticas culturales, sociales y lingüísticas. Si bien pueden presentar características comunes, tales como el idioma o la creencia, los judíos no constituyen un grupo étnico homogéneo, y por ello la definición precisa de judío es controvertida y puede variar dependiendo del énfasis que se haga en la observancia religiosa o en la identidad secular.
Los judíos han sufrido una larga historia de persecución en diferentes lugares y su población ha ido variando a lo largo de los siglos. Según datos de Berman Jewish DataBank, en el 2015 la población judía alcanzaba los 14,3 millones, lo que representa alrededor de un 0,2 % de la población mundial. La mayoría de ellos reside en Israel y los Estados Unidos. Según investigaciones llevadas a cabo en la Universidad Hebrea de Jerusalén, el 96 % de los judíos que residen fuera de Israel tiende a concentrarse en diez países.

## Etimología

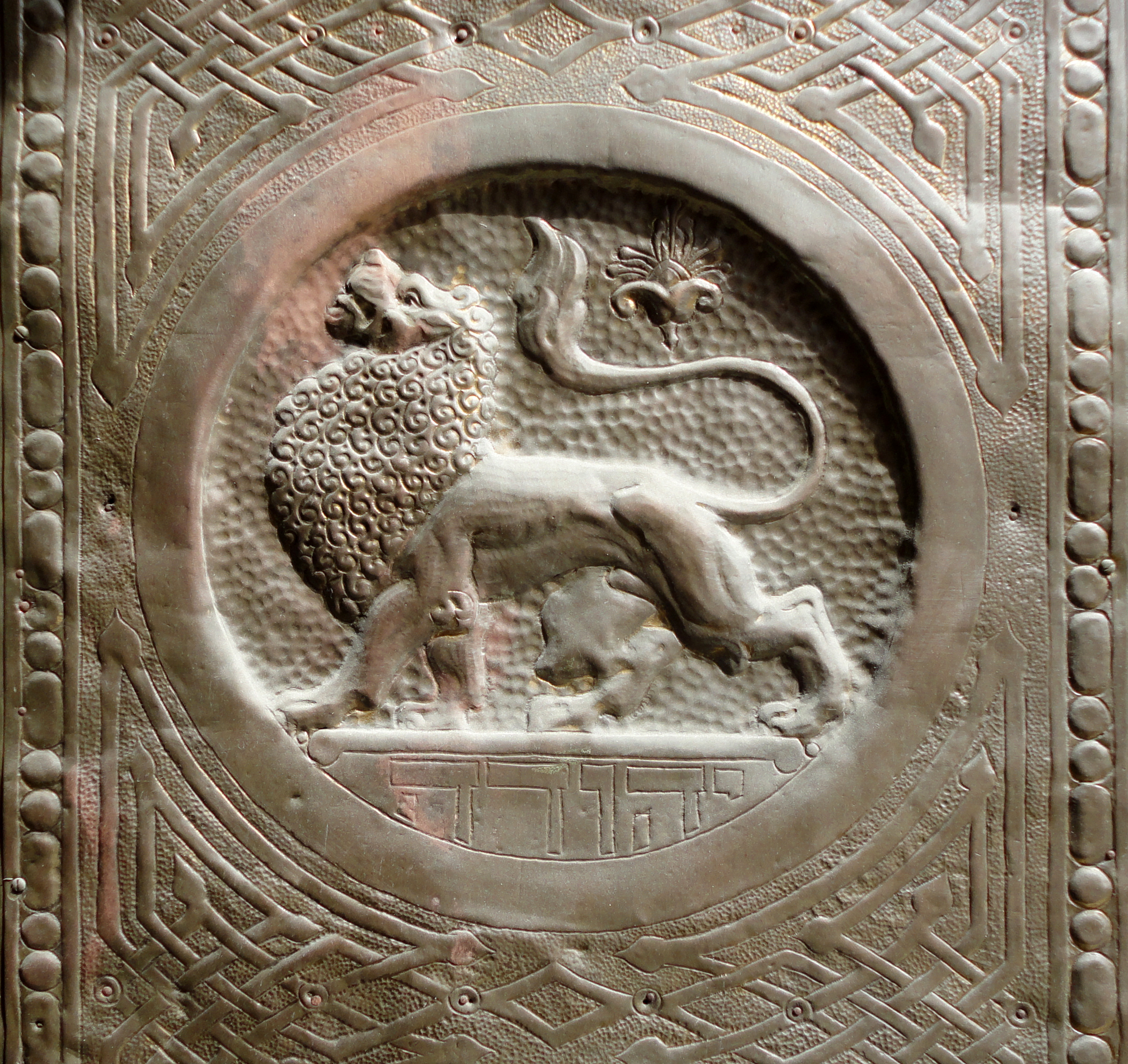
León de Judá. El león, símbolo de Judá. Relieve con inscripción hebrea: «יְהוּדָה» (Yehuda).

Mapa de los dos reinos hebreos hacia 830 a. C.

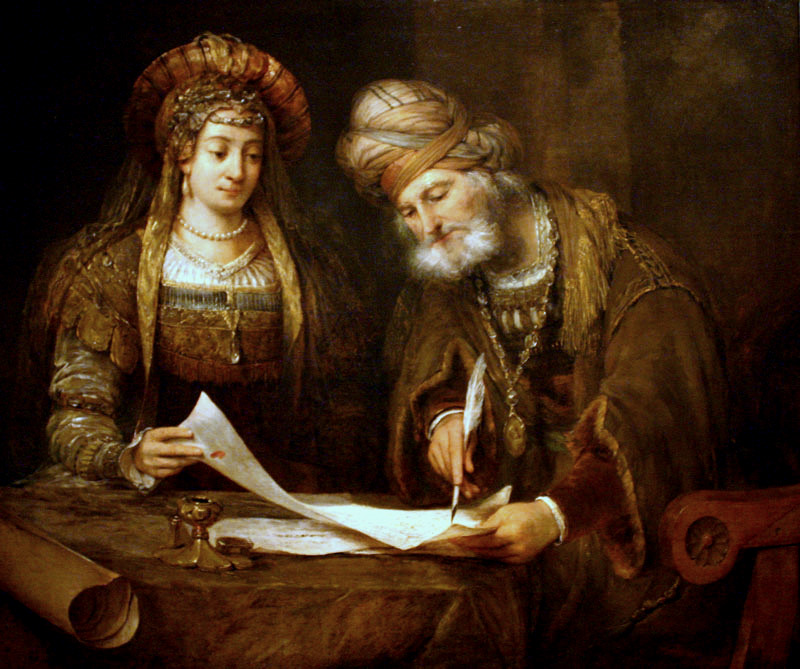
En Mesopotamia: Purim. Esther y Mordecai escriben las cartas a los judíos, siglo V a. C. Óleo por Aert de Gelder, 1675. Colección Hirsch, Argentina.

El término judío (en hebreo יהודי—Yehudi) procede de Judá (יְהוּדָה—Yehúda, cuarto hijo del patriarca bíblico Jacob). En un sentido territorial, Judá (יְהוּדָה, es decir, Judea) designaba al Reino de Judá, entidad política que existió en el levante mediterráneo, unos mil años antes de Cristo y hasta el 70 después de Cristo. Los habitantes del Reino de Judá eran conocidos como judíos, término que luego fue ampliándose hasta abarcar a todos aquellos que habían emigrado desde allí hacia otras regiones e incluso fue aplicado luego a sus descendientes.
Como adjetivo gentilicio hebreo que deriva del nombre propio Judá, el término judío aparentemente no fue aplicado para designar a los miembros de la tribu, pero sí lo emplea Jeremías en el texto bíblico, dándole un sentido nacional, en referencia a aquellos habitantes del sureño Reino de Judá que permanecen fieles a Yahvéh:

Entonces vino la palabra de Yahvéh a Jeremías en Tafnes, diciendo:

«Toma en tus manos piedras grandes y escóndelas en la mezcla en la terraza de ladrillo que está a la entrada del palacio de Faraón en Tafnes, a vista de la gente judía» (Jeremías 43:8-9).

Cuyo texto original en la Biblia hebrea es:

וַיְהִי דְבַר יְהֹוָה אֶל יִרְמְיָהוּ בְּתַחְפַּנְחֵס לֵאמֹר

קַח בְּיָדְךָ אֲבָנִים גְּדֹלוֹת וּטְמַנְתָּם בַּמֶּלֶט בַּמַּלְבֵּן אֲשֶׁר בְּפֶתַח בֵּית פַּרְעֹה בְּתַחְפַּנְחֵס לְעֵינֵי אֲנָשִׁים יְהוּדִים

ירמיהו 43:ח-ט (Jeremías 43:8-9).

Los habitantes del Reino de Judá serán desde entonces conocidos como judíos, término que luego se amplió hasta abarcar a todos los "hijos de Israel" (בְּנֵ֥י יִשְׂרָאֵֽל), incluyendo a aquellos que habían emigrado hacia otras regiones y aplicándose luego también a sus descendientes.
El término judío guarda también una estrecha relación con aquellos habitantes y miembros del Reino de Judá que fueron forzados al exilio y cautiverio en Babilonia, pero fueron leales a Yahvéh y después obtuvieron de los persas el permiso para regresar a su territorio natal, aplicándose por ello el término judío tanto al hebreo que retornó a él como a aquel que permaneció en Mesopotamia.
En castellano, el término judío procede del latín Iudaeus, que a su vez proviene de la antigua lengua judeo-aramea Y'hūdāi, correspondiéndose con el hebreo Yehudi (יְהוּדִי). Existe además una correspondencia etimológica entre varios idiomas; así, por ejemplo, Jude en alemán, juif en francés, jueu en catalán, Jew en inglés, xudeu en gallego, chodigo en aragonés, jøde en danés, y zsidó en húngaro. Con todo, existen también idiomas en los que los judíos son denominados hebreos, tal como sucede en persa y en griego (Εβραίοι), así como en italiano, rumano, ruso y demás lenguas eslavas.
Un posible significado del término judío es 'Alaba al Eterno'. La palabra judío no aparece en la primera sección de la Biblia hebrea (Pentateuco o Los Cinco Libros de Moisés), pero sí en sus otras secciones ya indicadas, así como también en el Libro de Ester (que en el judaísmo constituye un texto aparte y que es leído en Purim). Ello sin embargo no significa que el término Iehudi/Judío tenga sentido peyorativo alguno en caso de ser comparado con su predecesor, Ivri/Hebreo.

## Judíos y judaísmo
Hasta el siglo XVIII, los vocablos judíos y judaísmo eran prácticamente sinónimos. Sin embargo, la llegada de la Haskalá (ilustración judía) supuso un cambio radical en la mentalidad de muchos judíos, que se vieron a sí mismos como miembros de un mismo pueblo, pero separados de la tradicional adhesión a la fe judaica.

## Identidad judía

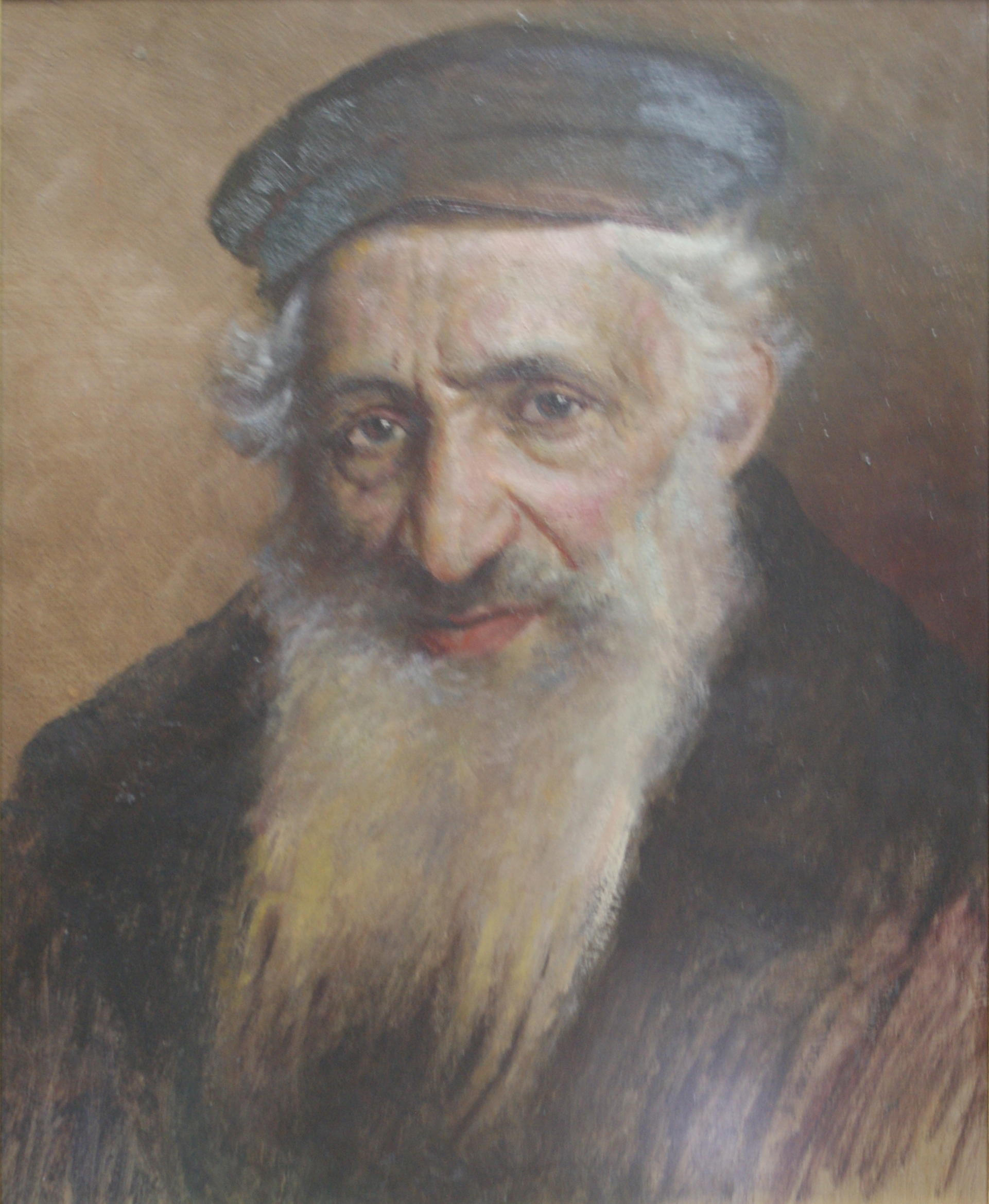
Yehuda Pen, Hombre del shtetl, Bielorrusia, 1890-95.

El pueblo judío se considera a sí mismo descendiente de Judá, hijo de Jacob, a su vez hijo de Isaac, quien era hijo de Abraham. Según la tradición monoteísta, el pueblo judío tiene su origen en Abraham, proveniente de Ur, siendo Abraham el primer patriarca y a quien se reveló el Dios único.
Pertenecer al pueblo hebreo no dependía de ningún origen étnico o racial, sino de la adhesión individual o colectiva a la Alianza con Yahveh; este pacto no era un privilegio, sino que implicaba el cumplimiento de deberes para con Dios, cuya característica original y distintiva era el ser único.
Cuando Moisés condujo al pueblo hebreo desde Egipto hasta la Tierra de Israel, una multitud de hombres y mujeres de diversos orígenes se unieron a ellos y los acompañaron durante el Éxodo. Una vez liberados de la esclavitud, los descendientes de Jacob se mezclaron con ellos; es decir, los hebreos se casaban con cualquier persona que abrazase la fe en el Dios único y aceptase la Alianza.
Generalmente, el uso del término judío se utiliza para referirse a tres grupos: a aquellos que tienen orígenes étnicos judíos, a aquellos que practican el judaísmo y a aquellos que se identifican como tales por su identificación cultural e histórica. La halajá, la ley judía, da otra definición de la identidad judía. De acuerdo con la legislación judía, judío es aquel que: a) es hijo de madre judía (ley que deriva del pasaje de Deuteronomio 7:1-5) o b) aquella persona que se convierte formalmente al judaísmo bajo la supervisión halájica de un reconocido Bet Din (corte judía) presidida por tres dayanim (jueces). Este proceso de conversión está desarrollado en textos legales judíos, tales como el Talmud, el Shulján Aruj y las interpretaciones de la ortodoxia rabínica.
Pero además de esa definición ortodoxa existen otras definiciones, como las de las corrientes reformistas, reconstruccionistas y liberales, que afirman que es judío aquel que tiene, al menos, un progenitor judío. El humanismo judío afirma que es judío quien «se siente» como tal, sin importar si tiene ascendencia judía o si ha pasado por un proceso de conversión religiosa.

### Por conversión

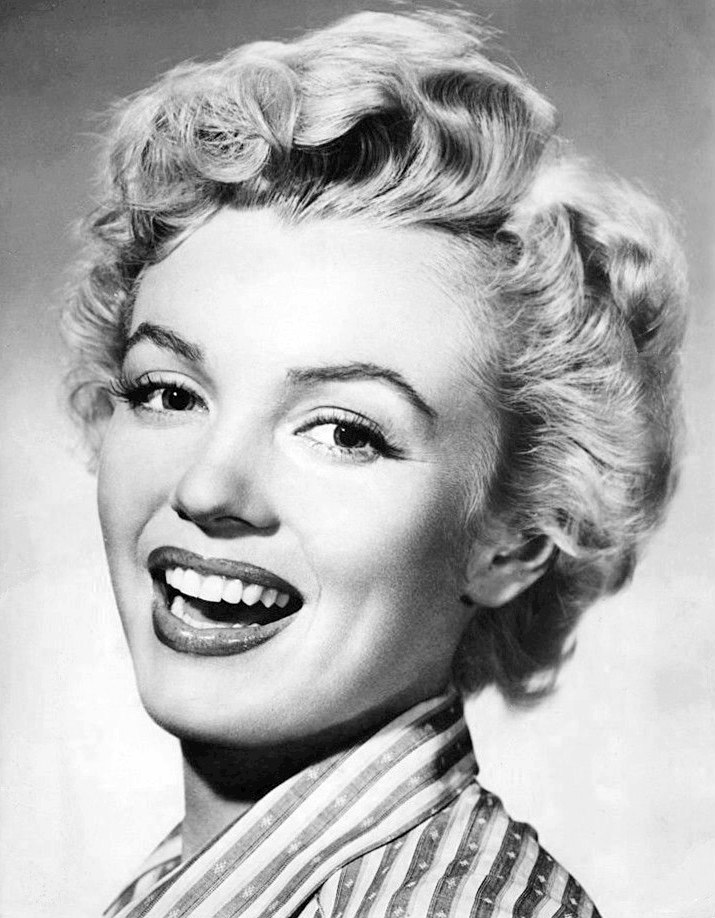
Marilyn Monroe se convirtió al judaísmo en 1956.

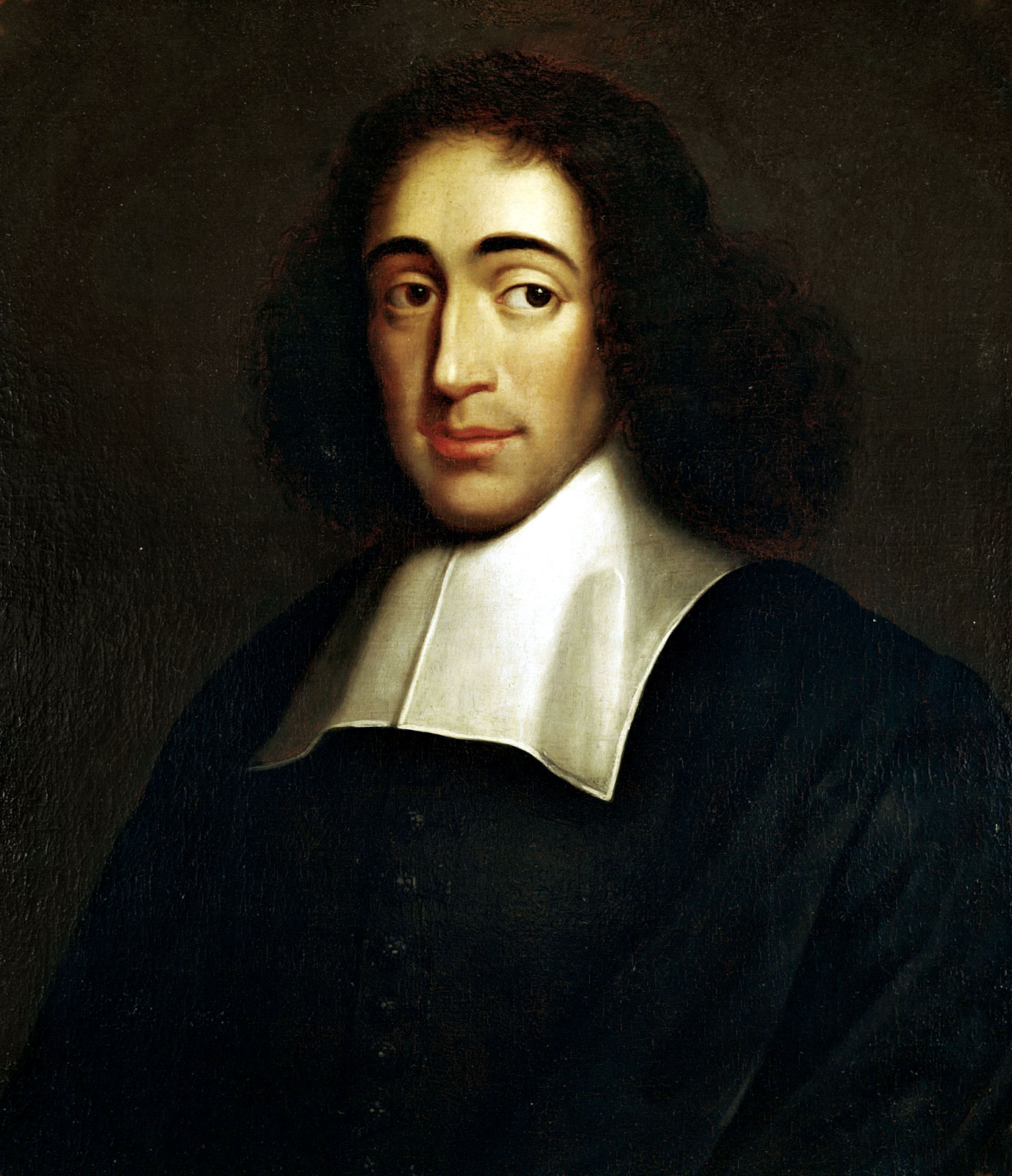
Baruj Spinoza, excomulgado por panteísta.

Si bien el judaísmo no la fomenta, y a lo largo de la historia no se conocen casos en donde el pueblo judío haya sometido a otro a convertirse, sí es cierto que tiene en consideración la conversión, si bien es preciso poseer un conocimiento amplio sobre la Torá, capacitado por un Moré (Maestro). Los criterios para aprobar la conversión al judaísmo, si bien varían según las distintas corrientes, suelen ser muy estrictos, puesto que se busca por parte de los rabinos que la conversión sea sincera y sin motivaciones ulteriores.
En el pasado hubo ejemplos de conversiones en masa al judaísmo, como es el caso del pueblo de Samaria, que sin ser descendientes de Jacob en un sentido físico, abrazaron el judaísmo, aunque nunca perdieron del todo sus creencias y costumbres, por lo cual los judíos ortodoxos de Jerusalén nunca los vieron con total agrado.[cita requerida]

### Pérdida de la condición de judío
En cuanto a la pérdida del judaísmo, acorde con la ley judía (Halajá), no existe modo de perder el judaísmo. Quien nace judío o se convierte, no pierde su condición de judío incluso después de cometer uno de los tres peores pecados: paganismo, asesinato o aberraciones sexuales. A pesar de esto, la ley judía utilizó otra arma contra pecadores de mayor escala: el expulsar de la comunidad (“El Herem” o “El Nidui”). El poder de separar de la comunidad se remonta a las primeras épocas bíblicas, pero se empezó a usar en forma sistemática durante la época talmúdica en el segundo Templo de Jerusalén; su uso continuó eventualmente durante la era moderna. Baruch Spinoza y Uriel da Costa son algunos de los judíos más importantes que fueron excomulgados de la comunidad. Pero, de acuerdo con la ley judía, existen caminos para ser aceptado nuevamente en la comunidad (dado que, según la mencionada ley, la judeidad es en principio algo de por vida).

## Babilonia y Roma
Después de la destrucción del Segundo Templo, los judíos perdieron muchas de sus ramas. Sin embargo, una cantidad importante de helénicos permaneció en Alejandría. Sin templo, los judíos que aún hablaban griego dejaron de ver a Jerusalén de la misma manera en la que solían verla. Los judíos se separaron según su idioma en griegos y hebreos. Además, las creencias y los textos bíblicos de cada comunidad diferían en varias cosas.
Para el primer siglo, la comunidad judía en Babilonia, a la que habían sido exiliados después de la conquista babilónica, así como la revuelta Bar Kokhba en 135 a. C., ya había comenzado a crecer. Entre los años 200 a. C. a 500 a. C., en ese lugar se concentraba alrededor de un sexto de la población total de judíos en esa era. Para el siglo XIII el autor Bar Hebraeus decía que había alrededor de 6 944 000 judíos en el mundo romano.

## Grupos étnicos

### Asquenazíes

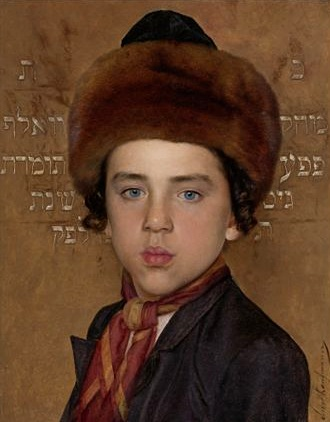
Niño asquenazí.

Ashkenaz es un término geográfico empleado originalmente por los judíos para referirse a los territorios centroeuropeos de habla alemana (con origen en Sajonia, posible origen de la palabra). El término asquenazí (plural: asquenazíes; en hebreo: אשכנזים‎ ashkenazim), en sentido más amplio, se refiere a los judíos procedentes de la mayoría de territorios de la Europa Central y Oriental (Rusia incluida), que comparten a grandes rasgos ritos comunes y cuyo rasgo unitario es el uso histórico de una lengua común, el yidis, una lengua germánica con influencia hebrea y eslava (de distinto nivel, conforme la rama y el dialecto).
En términos generales, los judíos cuyas raíces se encuentran en los Balcanes (Bulgaria incluida) y territorios europeos más occidentales o mediterráneas (península ibérica, Italia, Grecia, Turquía, los Balcanes, Inglaterra, Países Bajos y Francia) son en su mayoría sefardíes y no asquenazíes (contrariamente a la opinión general que asquenazí es sinónimo de judío europeo), ya que sus ancestros procedían de la península ibérica (véase a continuación). En el caso de Francia, algunas comunidades minoritarias, como los judíos alsacianos, sí son asquenazíes.

### Sefardíes
Sefarad es el nombre hebreo dado a España, tanto históricamente como el nombre del actual país en hebreo moderno. Su gentilicio y componente étnico, sefardí (plural: sefardíes; en hebreo: ספרדים‎ sfaradim, admitiendo en español también la forma sefardita/s) es el término tanto histórico como moderno que se refiere a los judíos originarios de la península ibérica, a saber, España y Portugal. La historia de los sefarditas en la península ibérica se remonta a la Antigüedad. Los sefardíes hicieron grandes contribuciones a la cultura ibérica, donde residieron no menos de quince siglos. Por la persecución emprendida por el catolicismo debieron emigrar de España en 1492. A los descendientes de esos judíos se les sigue llamando sefardíes, sefaraditas o sefarditas, sin importar en qué parte del mundo hayan nacido. Pese a la expulsión de la península ibérica, los exiliados sefardíes encontraron refugio en sitios tan diversos como el Magreb, Egipto, Italia, Grecia, Turquía, Tierra Santa, Países Bajos (tras su independencia de los Países Bajos Españoles) y el Nuevo Mundo.

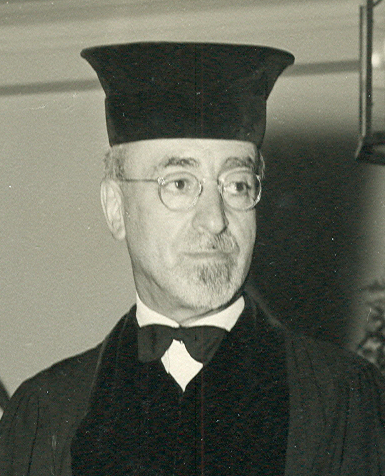
Rabino sefardí.

Uno de los idiomas hablados por los sefardíes es el judeoespañol o ladino, que es un dialecto castellano. Los sefardíes poseen costumbres ancestrales y un rito religioso hebraico que les es propio. En 1924, el general Primo de Rivera concedió la ciudadanía española a los judíos sefardíes por «razones históricas», lo cual salvó muchas vidas durante la Segunda Guerra Mundial. El cónsul español Ángel Sanz Briz pudo salvar en Hungría a miles de judíos del Holocausto, declarando que los judíos sefardíes eran ciudadanos españoles y, por tanto, pertenecían a la jurisdicción de su gobierno.
En 1991, Yad Vashem (Museo del Holocausto en Israel) distinguió las acciones de Sanz Briz, concediéndole a través de sus herederos el título de Justo entre las Naciones e inscribiendo el nombre del cónsul español en el memorial de la Shoá. En 1994 el gobierno húngaro le concedió a título póstumo la Cruz de la Orden del Mérito de la República Húngara. Sanz Briz fue el primer diplomático español que apareció en un sello de correos de España.
La ley 12/2015, de 24 de junio, en materia de concesión de la nacionalidad española a los sefardíes originarios de España, acordó conceder la nacionalidad española a los descendientes de sefardíes que pudieran acreditar su origen, demostraran una vinculación especial con España y acreditaran conocimientos de la lengua y la cultura españolas.

### Mizrajíes

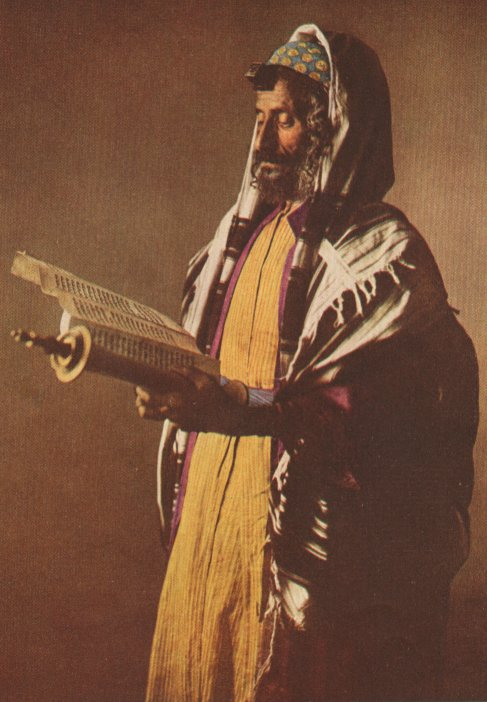
Mizrají orando.

Mizrají (plural: mizrajíes; en hebreo: מזרחים‎ mizrajim) es el nombre dado a las comunidades judías que inmigraron de los países del Medio Oriente, notablemente de Yemen, Irak e Irán. Muchos los denominan erróneamente sefaradim dentro del mismo Israel, aunque nada tienen que ver con la península ibérica.
El término correcto para denominarlos en hebreo es edot hamizraj (comunidades del Oriente). Toman su interpretación de los preceptos de las escuelas rabínicas de Babilonia. Son los judíos del mundo árabe e iranio.

### Beta Israel

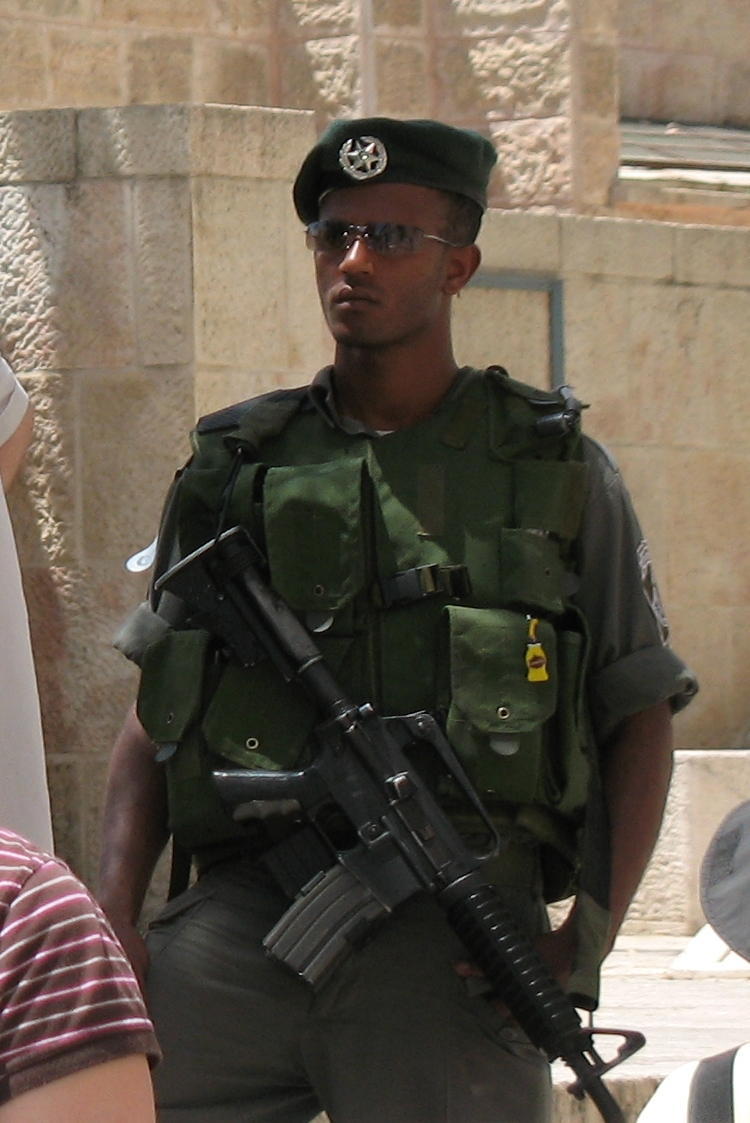
Beta Israel miembro de la Policía de Fronteras de Israel.

Los judíos de origen etíope —conocidos también con los términos Beta Israel (en hebreo: ביתא ישראל, Beta Israel, «Casa de Israel»; ge'ez: ቤተ፡ እስራኤል Bēta 'Isrā'ēl, modernamente Bēte 'Isrā'ēl) o falashas (en amárico «exiliados» o «extranjeros»), que puede ser considerado peyorativo— son la parte del pueblo judío oriundos de Etiopía y sus descendientes. 
Cerca del 80 % de ellos (más de 100 000) viven actualmente en Israel, lugar a donde comenzaron a emigrar a mediados del siglo XX gracias a la ley de retorno de 1950.

### Estudios genéticos
Los estudios de cromosoma Y tienden a implicar un pequeño número de fundadores en una población antigua cuyos miembros se separaron y siguieron diferentes rutas de migración. En la mayoría de las poblaciones judías, estos ancestros masculinos parecen haber sido principalmente del Medio Oriente. Por ejemplo, los judíos asquenazíes comparten linajes paternos más comunes con otros grupos judíos y del Oriente Medio que con poblaciones no judías en áreas donde los judíos vivían en Europa. Esto es consistente con las tradiciones judías al ubicar la mayoría de los orígenes paternos judíos en la región del Medio Oriente.
Las investigaciones realizadas por Nebel et al. sobre las relaciones genéticas entre judíos asquenazíes, kurdos y sefardíes (norte de África, Turquía, península ibérica, Irak y Siria) indican que los judíos son más similares genéticamente a los grupos del norte de la Media Luna Fértil (kurdos, turcos y armenios) que sus vecinos árabes, y sugieren que parte de esta diferencia podría deberse a la migración y la mezcla de la península arábiga durante los últimos dos milenios (en ciertas poblaciones actuales de habla árabe). Teniendo en cuenta el momento de este origen, el estudio encontró que el origen genético común de Oriente Medio (de las poblaciones judías) es anterior a la etnogénesis en la región y concluye que el conjunto de cromosomas Y de los judíos es una parte integral del paisaje genético de Oriente Medio. El estudio de 2003 encontró que (judíos orientales, sefardíes, asquenazíes y libaneses y palestinos) "parecen ser similares en sus patrones de haplotipo Y, tanto en lo que respecta a las distribuciones de haplotipos como a las frecuencias del haplotipo VIII ancestral". Los autores declararon en sus hallazgos que estos resultados confirman similitudes en las frecuencias de haplotipos Y de estas poblaciones del Cercano Oriente, que comparten un origen geográfico común.
En un estudio de judíos israelíes de cuatro grupos diferentes (judíos asquenazíes, judíos kurdos, judíos sefardíes del norte de África y judíos iraquíes) y árabes musulmanes palestinos, más del 70 % de los hombres judíos y el 82 % de los hombres árabes cuyo ADN se estudió había heredado sus cromosomas Y de los mismos antepasados paternos, que vivieron en la región durante los últimos miles de años. "Nuestro estudio reciente de haplotipos de microsatélites de alta resolución demostró que una parte sustancial de los cromosomas Y de los judíos (70 %) y de los árabes musulmanes palestinos (82 %) pertenecían al mismo grupo de cromosomas". Aproximadamente del 35 % al 43 % de los hombres judíos pertenecen a la línea paterna conocida como haplogrupo J y sus subhaplogrupos. Este haplogrupo está particularmente presente en Oriente Medio y el sur de Europa.

## Lenguas judías

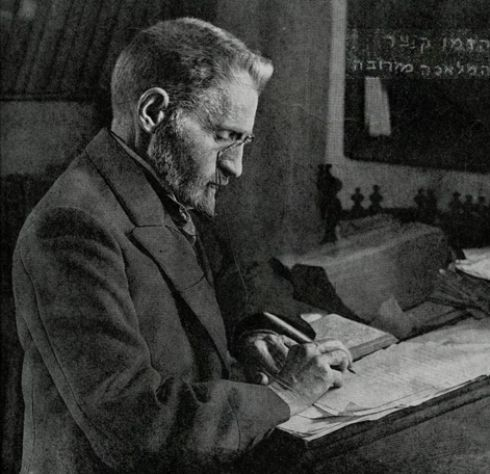
Eliezer Ben Yehuda.

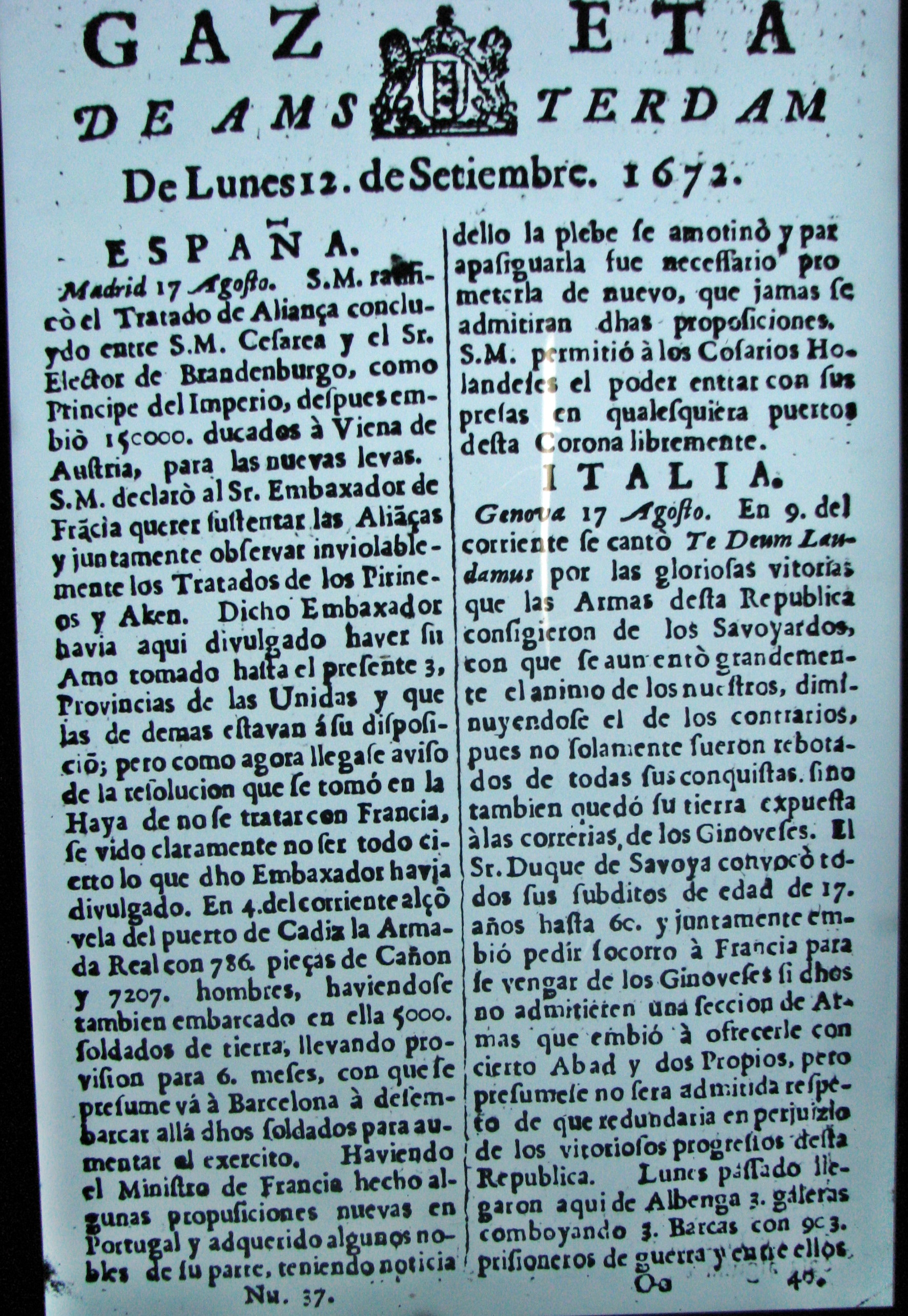
Lengua y Destierro
Ejemplar de la Gazeta de Ámsterdam publicada en los Países Bajos el 12 de septiembre de 1672. Los hebreos de Ámsterdam imprimían un periódico que muestra, en primera plana, el interés de la comunidad judía por lo que sucedía en ese entonces en Madrid, además de imprimir las noticias en español —después de 180 años de haber sido expulsada de su suelo ancestral (1492)—. Museo Casa de las Diásporas, Tel Aviv.

Tradicionalmente, se conoce como idioma hebreo a la lengua litúrgica del judaísmo (también conocido como lashon ha-kodesh, 'lengua santa'), el lenguaje en el que el Tanaj fue escrito, el habla de los judíos durante siglos y, junto con el árabe, uno de los dos idiomas oficiales del Estado de Israel.
Tal y como se lo conoce hoy, el hebreo (o hebreo moderno) es fruto de la obra del lingüista Eliezer Ben Yehuda, que llegó a Palestina en 1881 y revivió un idioma que únicamente se utilizaba en los servicios religiosos judíos y que en términos de habla había quedado en desuso durante más de dieciséis siglos.
Por otra parte, los judíos que inicialmente se asentaron en diversas localidades diaspóricas desarrollaron a veces modos de comunicación propios e incorporaron vocablos hebreos en los idiomas vernáculos. Ello se da en el ladino de los judíos de la península ibérica y el yidis de los judíos de la Europa Central. Con todo, aquellos preparados dominaron tanto el hebreo como el idioma local, o los idiomas locales; no pocos judíos se desempeñaron además como traductores. Acerca del judeoespañol como fenómeno sociocultural e identitario, escribió Ramón García-Pelayo y Gross en el siglo XX:

Dícese de los judíos expulsados de España en el s. XV y que conservan en Oriente la lengua y las tradiciones españolas. La expulsión de los judíos [...] hizo salir de la Península ibérica a gran número de familias, sobre todo de Andalucía y de Castilla, que se fueron a establecer en los países del Mediterráneo oriental dominados por los turcos, donde formaron colonias que han subsistido hasta nuestros días, especialmente en Egipto, Argelia, Marruecos, Turquía, Grecia, Bulgaria [...]. Dichas familias, compuestas en general de elementos sefardíes de buen nivel social, han mantenido su religión, sus tradiciones, su idioma y aun una literatura propia durante cuatro siglos y medio. El español que transportaron, el de Castilla y Andalucía de fines del siglo XV, alejado de todo contacto con el de la Península, no ha participado de la evolución sufrida por el de España y la América colonial española. Su fonética presenta algunas formas arcaicas, pero no degeneradas; su vocabulario ofrece contadas contaminaciones hebreas, griegas, italianas, árabes, turcas, según los países de residencia. El judeoespañol constituye, pues, uno de los más notables ejemplos del mantenimiento de una lengua por un grupo social desterrado, bastante fuerte socialmente para resistir la asimilación lingüística.

## Población
Antes de la Segunda Guerra Mundial la población judía del mundo era de aproximadamente 18 millones. Luego de la Shoáh la población judía mundial disminuyó a 12 millones. La Jewish Virtual Library indica que existen aproximadamente 15 millones de personas judías en el mundo y que ellas residen en no menos de 134 países.

### Población judía en el mundo
Las cifras provistas a continuación representan los estimativos mínimos de la población judía mundial y que equivalen al 0,2 por ciento de la población mundial total.
| Personas que se identifican como parte del pueblo judío.                                                                                | Personas que se identifican como parte del pueblo judío. | Personas que se identifican como parte del pueblo judío. | Personas que se identifican como parte del pueblo judío. | Personas que se identifican como parte del pueblo judío. | Personas que se identifican como parte del pueblo judío. | Personas que se identifican como parte del pueblo judío. | Personas que se identifican como parte del pueblo judío. | Personas que se identifican como parte del pueblo judío. | Personas que se identifican como parte del pueblo judío. | Personas que se identifican como parte del pueblo judío. |
| País | Cantidad de personas.                                    |                                                          |                                                          |                                                          |                                                          |                                                          |                                                          |                                                          |                                                          |                                                          |
| --- | -------------------------------------------------------- | -------------------------------------------------------- | -------------------------------------------------------- | -------------------------------------------------------- | -------------------------------------------------------- | -------------------------------------------------------- | -------------------------------------------------------- | -------------------------------------------------------- | -------------------------------------------------------- | -------------------------------------------------------- |
| Estados Unidos | 7 300 000                                                |                                                          |                                                          |                                                          |                                                          |                                                          |                                                          |                                                          |                                                          |                                                          |
| Israel | 7 106 000 (7 070 000)                                    |                                                          |                                                          |                                                          |                                                          |                                                          |                                                          |                                                          |                                                          |                                                          |
| Francia | 442 000                                                  |                                                          |                                                          |                                                          |                                                          |                                                          |                                                          |                                                          |                                                          |                                                          |
| Canadá | 394 000                                                  |                                                          |                                                          |                                                          |                                                          |                                                          |                                                          |                                                          |                                                          |                                                          |
| Reino Unido | 292 000                                                  |                                                          |                                                          |                                                          |                                                          |                                                          |                                                          |                                                          |                                                          |                                                          |
| Argentina | 173 000                                                  |                                                          |                                                          |                                                          |                                                          |                                                          |                                                          |                                                          |                                                          |                                                          |
| Rusia | 145 000                                                  |                                                          |                                                          |                                                          |                                                          |                                                          |                                                          |                                                          |                                                          |                                                          |
| Alemania | 118 000                                                  |                                                          |                                                          |                                                          |                                                          |                                                          |                                                          |                                                          |                                                          |                                                          |
| Australia | 118 000                                                  |                                                          |                                                          |                                                          |                                                          |                                                          |                                                          |                                                          |                                                          |                                                          |
| Brasil | 91 000                                                   |                                                          |                                                          |                                                          |                                                          |                                                          |                                                          |                                                          |                                                          |                                                          |
| Sudáfrica | 51 000                                                   |                                                          |                                                          |                                                          |                                                          |                                                          |                                                          |                                                          |                                                          |                                                          |
| Hungría | 46 500                                                   |                                                          |                                                          |                                                          |                                                          |                                                          |                                                          |                                                          |                                                          |                                                          |
| México | 40 000                                                   |                                                          |                                                          |                                                          |                                                          |                                                          |                                                          |                                                          |                                                          |                                                          |
| Ucrania | 40 000                                                   |                                                          |                                                          |                                                          |                                                          |                                                          |                                                          |                                                          |                                                          |                                                          |
| Países Bajos | 29 700                                                   |                                                          |                                                          |                                                          |                                                          |                                                          |                                                          |                                                          |                                                          |                                                          |
| Bélgica | 28 800                                                   |                                                          |                                                          |                                                          |                                                          |                                                          |                                                          |                                                          |                                                          |                                                          |
| Italia | 27 000                                                   |                                                          |                                                          |                                                          |                                                          |                                                          |                                                          |                                                          |                                                          |                                                          |
| Suiza | 18 800                                                   |                                                          |                                                          |                                                          |                                                          |                                                          |                                                          |                                                          |                                                          |                                                          |
| Uruguay | 16 300                                                   |                                                          |                                                          |                                                          |                                                          |                                                          |                                                          |                                                          |                                                          |                                                          |
| Chile | 15 800                                                   |                                                          |                                                          |                                                          |                                                          |                                                          |                                                          |                                                          |                                                          |                                                          |
| Suecia | 14 900                                                   |                                                          |                                                          |                                                          |                                                          |                                                          |                                                          |                                                          |                                                          |                                                          |
| Colombia | 14 700                                                   |                                                          |                                                          |                                                          |                                                          |                                                          |                                                          |                                                          |                                                          |                                                          |
| Turquía | 14 300                                                   |                                                          |                                                          |                                                          |                                                          |                                                          |                                                          |                                                          |                                                          |                                                          |
| España | 12 900                                                   |                                                          |                                                          |                                                          |                                                          |                                                          |                                                          |                                                          |                                                          |                                                          |
| Austria | 10 300                                                   |                                                          |                                                          |                                                          |                                                          |                                                          |                                                          |                                                          |                                                          |                                                          |
| Panamá | 10 000                                                   |                                                          |                                                          |                                                          |                                                          |                                                          |                                                          |                                                          |                                                          |                                                          |
| Rumania | 8 700                                                    |                                                          |                                                          |                                                          |                                                          |                                                          |                                                          |                                                          |                                                          |                                                          |
| Irán | 9 200                                                    |                                                          |                                                          |                                                          |                                                          |                                                          |                                                          |                                                          |                                                          |                                                          |
| Nueva Zelanda | 7 500                                                    |                                                          |                                                          |                                                          |                                                          |                                                          |                                                          |                                                          |                                                          |                                                          |
| Bielorrusia | 7 000                                                    |                                                          |                                                          |                                                          |                                                          |                                                          |                                                          |                                                          |                                                          |                                                          |
| Azerbaiyán | 6 900                                                    |                                                          |                                                          |                                                          |                                                          |                                                          |                                                          |                                                          |                                                          |                                                          |
| Dinamarca | 6 400                                                    |                                                          |                                                          |                                                          |                                                          |                                                          |                                                          |                                                          |                                                          |                                                          |
| Venezuela | 4 700                                                    |                                                          |                                                          |                                                          |                                                          |                                                          |                                                          |                                                          |                                                          |                                                          |
| Polonia | 4 500                                                    |                                                          |                                                          |                                                          |                                                          |                                                          |                                                          |                                                          |                                                          |                                                          |
| India | 4 500                                                    |                                                          |                                                          |                                                          |                                                          |                                                          |                                                          |                                                          |                                                          |                                                          |
| Letonia | 4 300                                                    |                                                          |                                                          |                                                          |                                                          |                                                          |                                                          |                                                          |                                                          |                                                          |
| Grecia | 4 100                                                    |                                                          |                                                          |                                                          |                                                          |                                                          |                                                          |                                                          |                                                          |                                                          |
| República Checa | 3 900                                                    |                                                          |                                                          |                                                          |                                                          |                                                          |                                                          |                                                          |                                                          |                                                          |
| Portugal | 3 500                                                    |                                                          |                                                          |                                                          |                                                          |                                                          |                                                          |                                                          |                                                          |                                                          |
| China | 3 000                                                    |                                                          |                                                          |                                                          |                                                          |                                                          |                                                          |                                                          |                                                          |                                                          |
| Uzbekistán | 2 800                                                    |                                                          |                                                          |                                                          |                                                          |                                                          |                                                          |                                                          |                                                          |                                                          |
| Irlanda | 2 700                                                    |                                                          |                                                          |                                                          |                                                          |                                                          |                                                          |                                                          |                                                          |                                                          |
| Eslovaquia | 2 600                                                    |                                                          |                                                          |                                                          |                                                          |                                                          |                                                          |                                                          |                                                          |                                                          |
| Costa Rica | 2 600                                                    |                                                          |                                                          |                                                          |                                                          |                                                          |                                                          |                                                          |                                                          |                                                          |
| Kazajistán | 2 400                                                    |                                                          |                                                          |                                                          |                                                          |                                                          |                                                          |                                                          |                                                          |                                                          |
| Lituania | 2 300                                                    |                                                          |                                                          |                                                          |                                                          |                                                          |                                                          |                                                          |                                                          |                                                          |
| Marruecos | 2 100                                                    |                                                          |                                                          |                                                          |                                                          |                                                          |                                                          |                                                          |                                                          |                                                          |
| Bulgaria | 2 000                                                    |                                                          |                                                          |                                                          |                                                          |                                                          |                                                          |                                                          |                                                          |                                                          |
| Estonia | 1 900                                                    |                                                          |                                                          |                                                          |                                                          |                                                          |                                                          |                                                          |                                                          |                                                          |
| Perú | 1 900                                                    |                                                          |                                                          |                                                          |                                                          |                                                          |                                                          |                                                          |                                                          |                                                          |
| Croacia | 1 700                                                    |                                                          |                                                          |                                                          |                                                          |                                                          |                                                          |                                                          |                                                          |                                                          |
| Moldavia | 1 600                                                    |                                                          |                                                          |                                                          |                                                          |                                                          |                                                          |                                                          |                                                          |                                                          |
| Puerto Rico | 1 500                                                    |                                                          |                                                          |                                                          |                                                          |                                                          |                                                          |                                                          |                                                          |                                                          |
| Georgia | 1 400                                                    |                                                          |                                                          |                                                          |                                                          |                                                          |                                                          |                                                          |                                                          |                                                          |
| Serbia | 1 400                                                    |                                                          |                                                          |                                                          |                                                          |                                                          |                                                          |                                                          |                                                          |                                                          |
| Noruega | 1 300                                                    |                                                          |                                                          |                                                          |                                                          |                                                          |                                                          |                                                          |                                                          |                                                          |
| Finlandia | 1 300                                                    |                                                          |                                                          |                                                          |                                                          |                                                          |                                                          |                                                          |                                                          |                                                          |
| Paraguay | 1 100                                                    |                                                          |                                                          |                                                          |                                                          |                                                          |                                                          |                                                          |                                                          |                                                          |
| Japón | 1 000                                                    |                                                          |                                                          |                                                          |                                                          |                                                          |                                                          |                                                          |                                                          |                                                          |
| Túnez | 1 000                                                    |                                                          |                                                          |                                                          |                                                          |                                                          |                                                          |                                                          |                                                          |                                                          |
| Guatemala | 900                                                      |                                                          |                                                          |                                                          |                                                          |                                                          |                                                          |                                                          |                                                          |                                                          |
| Singapur | 900                                                      |                                                          |                                                          |                                                          |                                                          |                                                          |                                                          |                                                          |                                                          |                                                          |
| Gibraltar | 800                                                      |                                                          |                                                          |                                                          |                                                          |                                                          |                                                          |                                                          |                                                          |                                                          |
| Luxemburgo | 700                                                      |                                                          |                                                          |                                                          |                                                          |                                                          |                                                          |                                                          |                                                          |                                                          |
| Mónaco | 600                                                      |                                                          |                                                          |                                                          |                                                          |                                                          |                                                          |                                                          |                                                          |                                                          |
| Ecuador | 600                                                      |                                                          |                                                          |                                                          |                                                          |                                                          |                                                          |                                                          |                                                          |                                                          |
| Bolivia | 500                                                      |                                                          |                                                          |                                                          |                                                          |                                                          |                                                          |                                                          |                                                          |                                                          |
| Bosnia y Herzegovina | 500                                                      |                                                          |                                                          |                                                          |                                                          |                                                          |                                                          |                                                          |                                                          |                                                          |
| Cuba | 500                                                      |                                                          |                                                          |                                                          |                                                          |                                                          |                                                          |                                                          |                                                          |                                                          |
| Jamaica | 500                                                      |                                                          |                                                          |                                                          |                                                          |                                                          |                                                          |                                                          |                                                          |                                                          |
| Taiwán | 500                                                      |                                                          |                                                          |                                                          |                                                          |                                                          |                                                          |                                                          |                                                          |                                                          |
| Antillas Neerlandesas | 400                                                      |                                                          |                                                          |                                                          |                                                          |                                                          |                                                          |                                                          |                                                          |                                                          |
| Emiratos Árabes Unidos | 400                                                      |                                                          |                                                          |                                                          |                                                          |                                                          |                                                          |                                                          |                                                          |                                                          |
| Islas Vírgenes de los Estados Unidos | 400                                                      |                                                          |                                                          |                                                          |                                                          |                                                          |                                                          |                                                          |                                                          |                                                          |
| Chipre | 300                                                      |                                                          |                                                          |                                                          |                                                          |                                                          |                                                          |                                                          |                                                          |                                                          |
| Kenia | 300                                                      |                                                          |                                                          |                                                          |                                                          |                                                          |                                                          |                                                          |                                                          |                                                          |
| Kirguistán | 300                                                      |                                                          |                                                          |                                                          |                                                          |                                                          |                                                          |                                                          |                                                          |                                                          |
| Tailandia | 300                                                      |                                                          |                                                          |                                                          |                                                          |                                                          |                                                          |                                                          |                                                          |                                                          |
| Bahamas | 200                                                      |                                                          |                                                          |                                                          |                                                          |                                                          |                                                          |                                                          |                                                          |                                                          |
| Surinam | 200                                                      |                                                          |                                                          |                                                          |                                                          |                                                          |                                                          |                                                          |                                                          |                                                          |
| Turkmenistán | 200                                                      |                                                          |                                                          |                                                          |                                                          |                                                          |                                                          |                                                          |                                                          |                                                          |
| Yemen | 200                                                      |                                                          |                                                          |                                                          |                                                          |                                                          |                                                          |                                                          |                                                          |                                                          |
| Zimbabue | 200                                                      |                                                          |                                                          |                                                          |                                                          |                                                          |                                                          |                                                          |                                                          |                                                          |
| Corea del Sur | 100                                                      |                                                          |                                                          |                                                          |                                                          |                                                          |                                                          |                                                          |                                                          |                                                          |
| Egipto | 100                                                      |                                                          |                                                          |                                                          |                                                          |                                                          |                                                          |                                                          |                                                          |                                                          |
| El Salvador | 100                                                      |                                                          |                                                          |                                                          |                                                          |                                                          |                                                          |                                                          |                                                          |                                                          |
| Etiopía | 100                                                      |                                                          |                                                          |                                                          |                                                          |                                                          |                                                          |                                                          |                                                          |                                                          |
| Filipinas | 100                                                      |                                                          |                                                          |                                                          |                                                          |                                                          |                                                          |                                                          |                                                          |                                                          |
| Namibia | 100                                                      |                                                          |                                                          |                                                          |                                                          |                                                          |                                                          |                                                          |                                                          |                                                          |
| Nigeria | 100                                                      |                                                          |                                                          |                                                          |                                                          |                                                          |                                                          |                                                          |                                                          |                                                          |
| República del Congo | 100                                                      |                                                          |                                                          |                                                          |                                                          |                                                          |                                                          |                                                          |                                                          |                                                          |
| República Dominicana | 100                                                      |                                                          |                                                          |                                                          |                                                          |                                                          |                                                          |                                                          |                                                          |                                                          |
| Siria | 100                                                      |                                                          |                                                          |                                                          |                                                          |                                                          |                                                          |                                                          |                                                          |                                                          |
| ? Cantidad en los países restantes | 900                                                      |                                                          |                                                          |                                                          |                                                          |                                                          |                                                          |                                                          |                                                          |                                                          |
| Esta lista incorpora exclusivamente países con más de 100 habitantes que han declarado ser judíos o se perciben a sí mismos como tales. |                                                          |                                                          |                                                          |                                                          |                                                          |                                                          |                                                          |                                                          |                                                          |                                                          |

### Israel
Israel es el único país en el que los judíos constituyen la mayoría de la población. Israel se independizó del Mandato británico de Palestina el 14 de mayo de 1948. Desde entonces, la población judía en Israel ha aumentado en cerca de un millón de personas por década, entre inmigrantes y nacidos israelíes, en lo que ha supuesto uno de los cambios poblacionales más importantes del pueblo judío durante 2000 años.[cita requerida]
Durante los más de 70 años de existencia de Israel, han emigrado judíos de diferentes países: judíos asquenazíes, muchos de ellos supervivientes del Holocausto, judíos sefardíes, judíos mizrajíes, judíos persas, judíos de Yemen, de la India, judíos etíopes, judíos de Sudáfrica, etc.[cita requerida] En la década de 1990 cerca de un millón y medio de judíos llegaron a Israel procedentes de la extinta Unión Soviética.

### Comunidades judías en el mundo

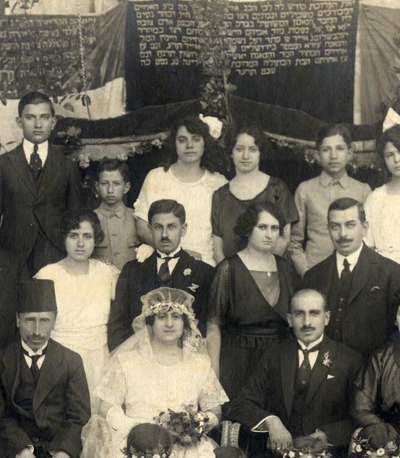
Boda judía en Alepo (1914).

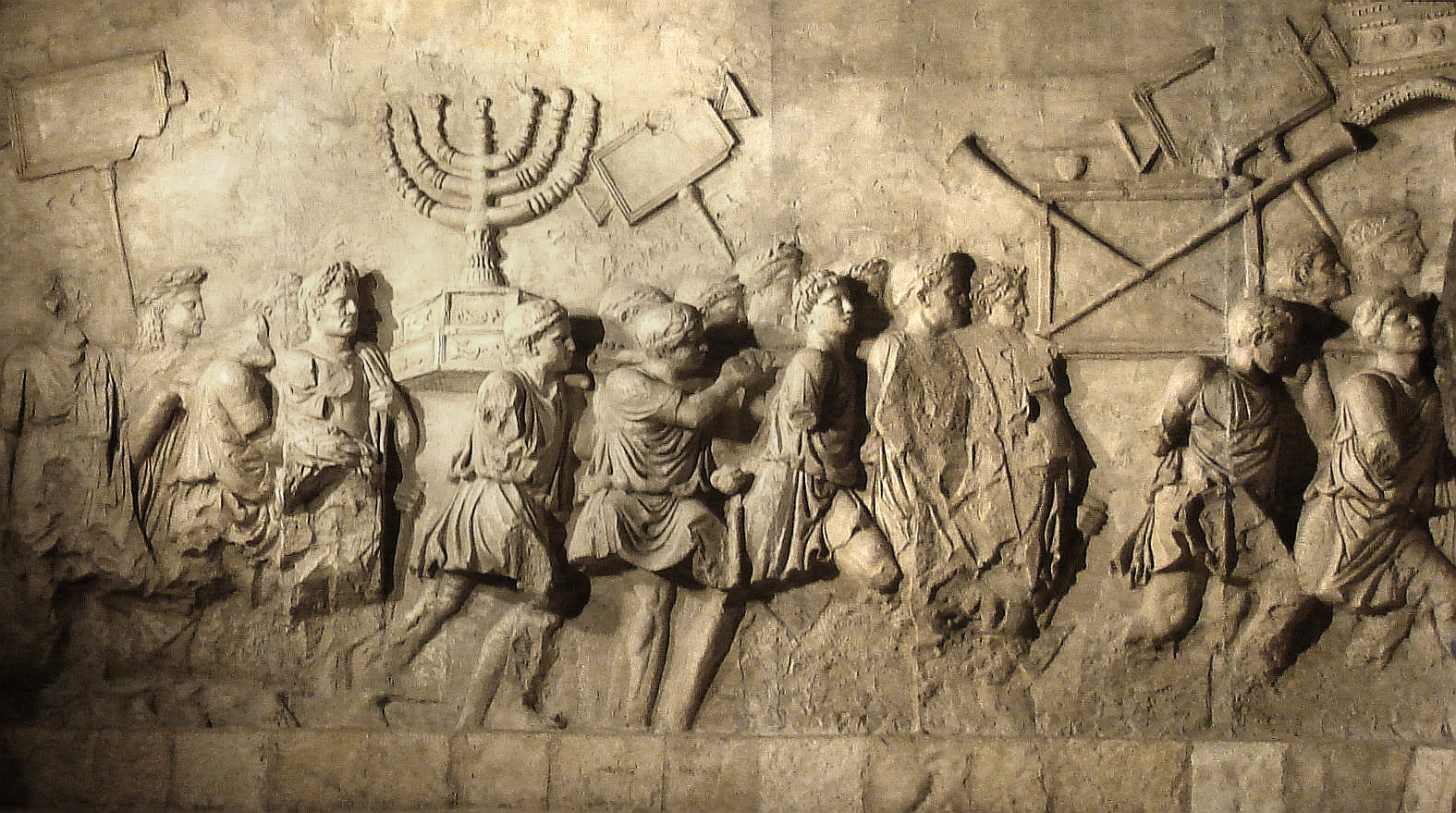
Relieve de Beth Hatefutsoth con los Expolios de Jerusalén, siglo I e. c. Esta imagen ha sido frecuentemente empleada como marca emblemática del inicio de la Diáspora judía, resultando ella supuestamente del castigo enviado a los judíos por el Creador encolerizado a raíz de los pecados de su pueblo. Sin embargo, la presencia de comunidades judías en otros contextos geográficos se debió en algunos casos a la propia voluntad de algunos judíos de permanecer fuera de Israel, datando ello por lo menos de siete siglos antes del episodio aquí ilustrado. Más allá de la destrucción del Templo, lo cierto es que históricamente los judíos obtuvieron derechos de ciudadanía dentro del Imperio romano, donde mantuvieron sus tradiciones y además prosperaron.

Actualmente, la mayor comunidad judía de la diáspora se encuentra en Estados Unidos, con cerca de 5,2 millones de judíos. En toda América hay grandes comunidades judías, siendo extensas las de Argentina (considerada la más grande de toda Iberoamérica), Brasil, Canadá, México o Chile, y más pequeñas en Panamá, Uruguay, Venezuela y otros países.
En Europa Occidental la mayor comunidad judía se encuentra en Francia con unos 500 000 judíos aproximadamente, la mayoría de ellos o sus descendientes procedentes de países árabes de África del Norte, como Argelia, Marruecos o Túnez. En el Reino Unido viven cerca de 265 000 judíos. En la Europa del Este, habitan alrededor de 400 000 judíos en Rusia (si bien existen datos estimativos más altos) y decenas de miles en países del antiguo Bloque soviético.
Los países árabes de África del Norte y de Oriente Medio tenían en 1945 una población judía de cerca de 900 000 habitantes. Tras la independencia de Israel, la mayoría de los judíos de estos países, como consecuencia de la persecución a la que se vieron sometidos y debido a factores económicos y culturales, emigraron a Israel, Norteamérica y Europa en la década de 1950 (véase Éxodo judío de países árabes). Hoy en día, cerca de 8000 judíos siguen viviendo en estos países, la mayoría en Marruecos y Túnez. Caso especial es el de Irán, país no árabe pero musulmán, que tiene una población de poco más de 10 000 judíos frente a los 100 000 que poseía antes de la revolución islámica de 1979.
Fuera de Europa, Asia y América existen comunidades judías considerables en Australia y Sudáfrica.
El fin de "la Diáspora"
La noción de pueblo judío en el exilio (a menudo denominada "la Diáspora" con mayúscula) pudo haber tenido sentido solo antes de la creación del moderno Estado de Israel. A partir de la creación del mismo en 1948, el uso del término «Diáspora» en cierto sentido se ha vuelto obsoleto: Santiago Kovadloff explica que su origen es de orden religioso y el mismo fue a menudo empleado para justificar la condición de exilio en el caso de los israelitas, quienes en varias oportunidades se vieron obligados a dejar la Tierra de Israel para subsecuentemente asentarse en territorios extranjeros. Ello dio notoriedad a la descripción del pueblo judío como una "nación apátrida" durante casi dos mil años. Sin embargo, demuestra Kovadloff, el pueblo judío de hecho conoció numerosas olas emigratorias antes, durante y después de la existencia del cualquiera de los Estados hebreos autónomos de la Antigüedad. Es a raíz de ello que, a partir de 1948, según Kovadloff, resulta inadecuado denominar "Diáspora" a la condición de todos aquellos judíos que viven fuera de Israel: israelitas o israelíes, lo cierto es que en la gran mayoría de los casos ellos no son forzados a vivir fuera de Israel; y, de desearlo, muchos de ellos podrían establecerse allí; más —afirma Kovadloff desmitificando la tradición religiosa— si no lo hacen, ello no se debe a que en la actualidad tal proceder les sea impedido, sino porque parte considerable de ellos opta por vivir fuera de Israel.

### Cambios poblacionales
Asimilación

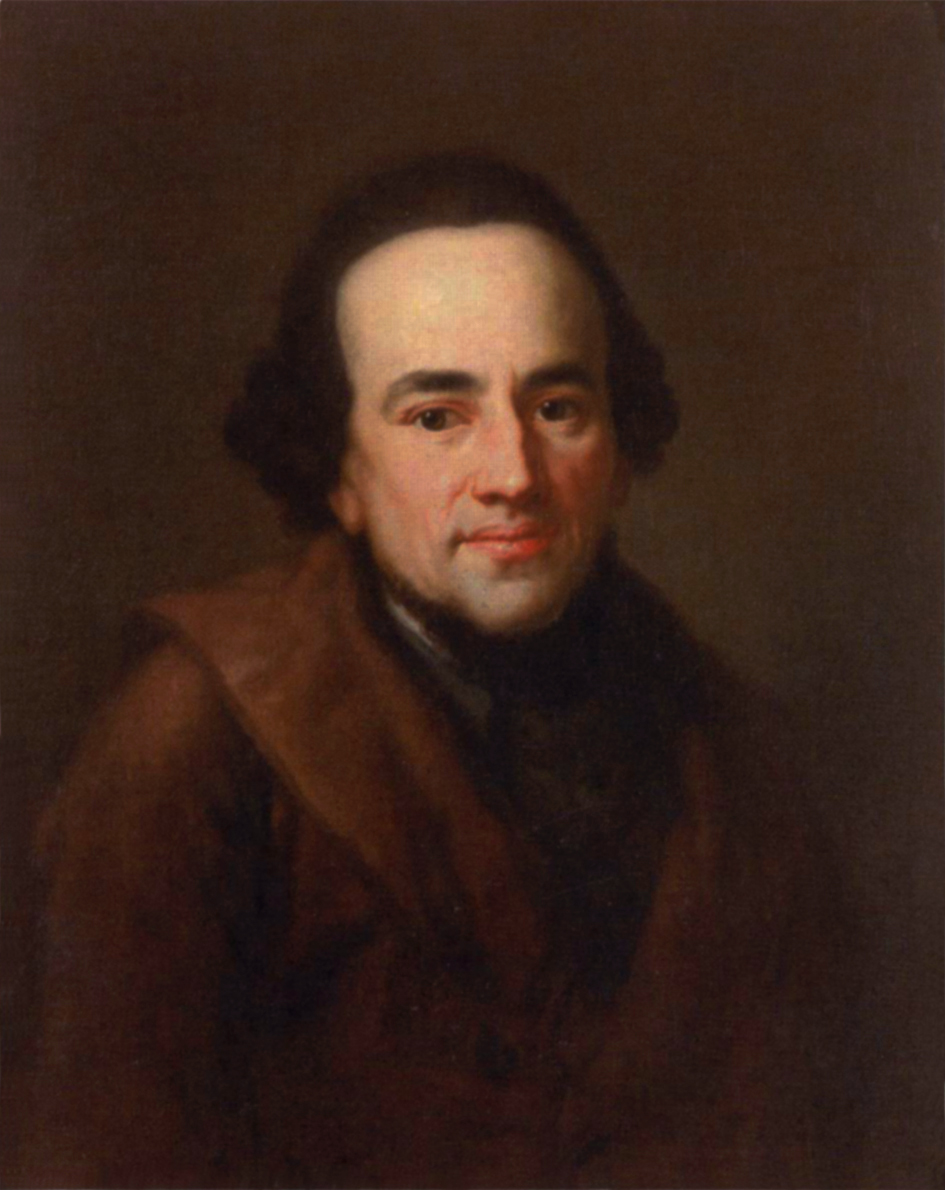
Moses Mendelssohn, fundador de la Haskalá o Ilustración judía.

Ya desde la Antigüedad hubo judíos que se asimilaron a la sociedad no judía que los rodeaba. Esta asimilación, que pudo ser por la fuerza o por libre elección, consistía, básicamente, en dejar de practicar el judaísmo e incluso rechazar la identidad judía propia. Algunas comunidades judías han desaparecido completamente debido a la asimilación. Sin embargo, como consecuencia de las persecuciones a las que se vieron sometidos los judíos durante la mayor parte del milenio pasado, en las que se les prohibía integrarse con la sociedad no judía, la asimilación no era un fenómeno alarmante dentro del pueblo judío. La llegada de la Haskalá en el siglo XVIII y la consecuente emancipación de los judíos en Europa y América en el siglo siguiente cambió la situación, lo que permitió a numerosos judíos participar y ser parte de la sociedad secular. Ello, junto con el nacimiento de corrientes judías alejadas de la ortodoxia tradicional, como el reformismo, mucho menos exigentes en cuanto a la interpretación de la Torá, ha tenido como resultado un aumento considerable de la asimilación, cuya principal característica es el matrimonio mixto, esto es, judíos que han contraído matrimonio con no judíos. En Estados Unidos, donde reside la comunidad judía más numerosa después de Israel, hay cerca de un 50 % de matrimonios mixtos. Ya que, según la ley judía, para ser judío se ha de tener madre judía, la mayoría de los hijos de estos matrimonios dejan de ser judíos. Además, pierden tanto la idea de pertenencia a un colectivo concreto (judío) como las tradiciones religiosas de sus progenitores. Esto provoca un descenso considerable en la población judía. Hay quienes denominan este fenómeno como "holocausto silencioso".
Persecuciones y matanzas
A lo largo de la historia, numerosos conquistadores, imperios y naciones han oprimido a los judíos o han intentado eliminarlos completamente. Los métodos empleados han ido desde la mera expulsión hasta el genocidio. De acuerdo con James Carroll, «los judíos representaban el 10 % de la población total del Imperio romano […] hoy deberían ser aproximadamente 200 millones». Ejemplos pertinentes a esta categoría incluyen las persecuciones durante las guerras judeo-romanas, las Cruzadas, las masacres de poblaciones judías en Ucrania por los cosacos de Bogdán Jmelnitski, los pogromos en Rusia y el Holocausto, en el que fueron asesinados entre seis y veinte millones de judíos, incluyendo un millón y medio de niños.

### Condición paradójica
Según el demógrafo Sergio Della Pergola, la condición del pueblo judío en tiempos modernos "es una paradoja: por un lado el antisemitismo es un mal que crea un mecanismo de defensa colectivo, y por otro, la emancipación arrastra el precio de la asimilación".

### Teoría e investigación recientes
El historiador Shlomo Sand ha sostenido que la diáspora judía no fue un éxodo masivo, sino de solo unos pocos miles de judíos (como máximo). Explicó la existencia de judíos en diversas partes de Europa, África y Asia como el fruto de conversiones al judaísmo. Las poblaciones de Europa oriental, según Sand, tendrían origen en los jázaros, un pueblo túrquico procedente del Asia central que se convirtió al judaísmo hacia el siglo VIII.
Sin embargo, ha sido demostrado que las poblaciones judías de askenazíes, sefardíes y de Oriente Medio se encuentran más relacionadas genéticamente entre sí que para con sus conciudadanos, existiendo relativamente pocas mezclas en las poblaciones judías, pero presentando éstas considerable parentesco genético con los demás pueblos del Levante Mediterráneo.

## Judíos galardonados con el Premio Nobel

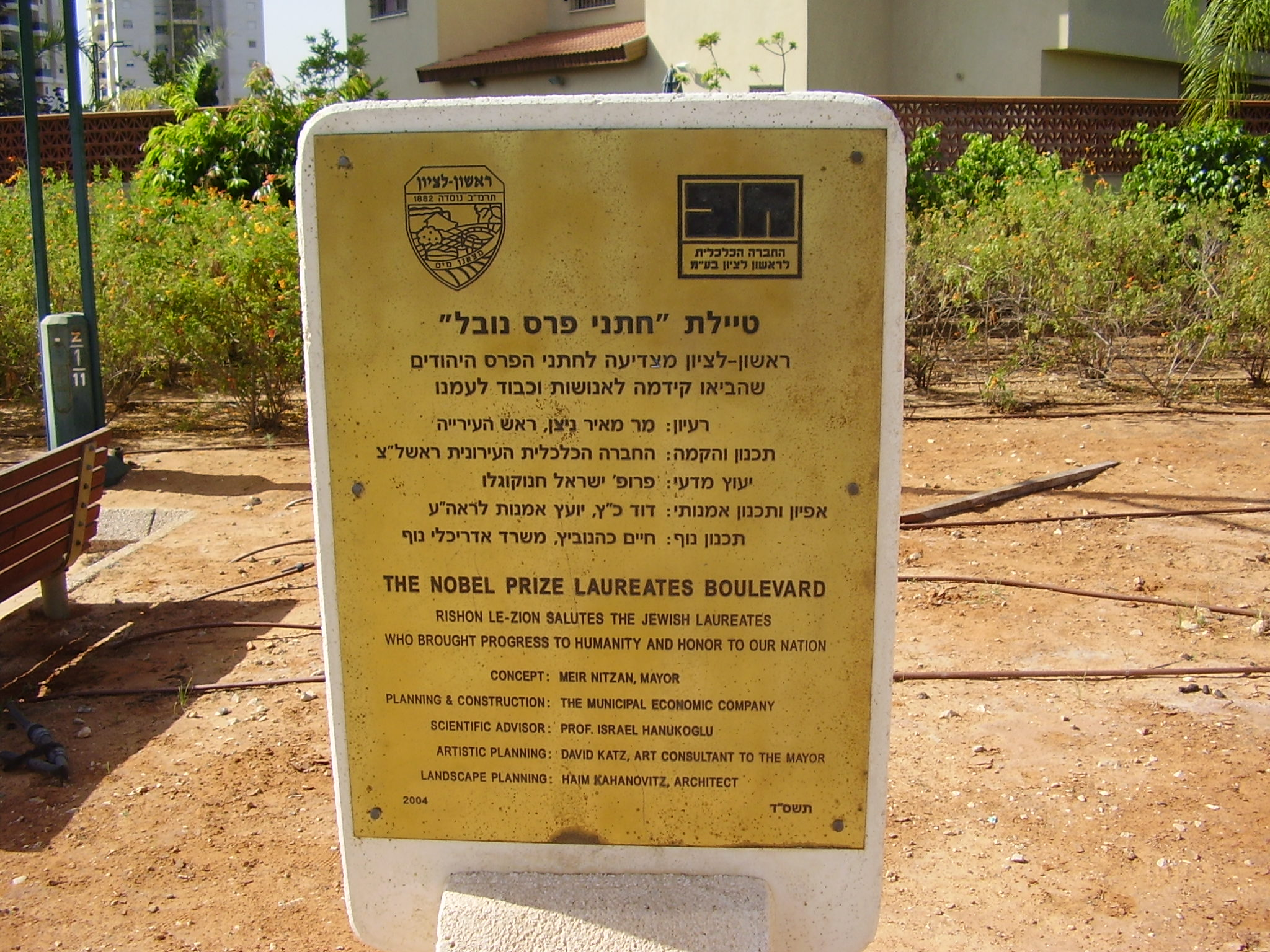
Bulevar de los Laureados con el Premio Nobel.
«Rishon LeZion homenajea a los judíos laureados que trajeron progreso a la humanidad y honor a nuestra Nación».
Rishon LeZion, Israel, 2004.

El Premio Nobel es un evento anual internacional otorgado por primera vez en 1901 por logros en Física, Química, Fisiología o Medicina, Literatura y Paz. Un premio asociado de Economía se entrega desde 1969.
El Premio Nobel fue concedido a más de 900 personas, de las cuales 209 fueron judíos. Aunque el pueblo judío representa tan sólo un 0,2 % de la población mundial (1 persona por cada 500 habitantes del planeta), los judíos constituyen más del 20 % del total de los premiados. David Brooks indicó en un artículo publicado en The New York Times en enero de 2010 que:

Los judíos constituyen un grupo que ha logrado tanto resultados como fama. Ellos alcanzan [solo] el 0.2 % de la población mundial, pero [no obstante representan] el 54 % de los campeones mundiales en ajedrez, el 27 % de los laureados con el Premio Nobel en física y el 31 % de los galardonados en medicina. Los judíos forman el 2 % de la población estadounidense, pero [constituyen] el 21 % de la liga estudiantil, el 26 % de los premiados del Centro Kennedy, el 37 % de los directores de cine ganadores de Premios Óscar en la Academia de Hollywood; el 38 % de los filántropos líderes [i.e., sobresalientes] en la reciente[mente publicada] lista de Business Week, [así como también] el 51 % de los ganadores del Premio Pulitzer en el campo de la no-ficción.

Según las seis diferentes disciplinas, los Premios Nobel recibidos por judíos comprenden el 27 % en química, el 26 % en medicina y en física, el 40 % en economía y el 11 % en paz y en literatura. Asimismo, explica Charles Murray que:

En la primera mitad del siglo XX, pese a la continua y persistente discriminación social contra los judíos en el mundo occidental, pese a la privación de derechos legales, y pese al Holocausto, los judíos ganaron el 14 % de los Premios Nobel en literatura, química, física y medicina/fisiología. En la segunda mitad del siglo XX, cuando los Premios Nobel comenzaron a ser otorgados a gente de todo el planeta, [los judíos] alcanzaron el 29 %. En el siglo XXI, por el momento, han obtenido el 32 % [de los Premios Nobel recientemente otorgados].

El primer galardonado judío fue Adolf von Baeyer, con el Premio Nobel de Química en 1905, mientras que los beneficiarios más recientes — 2016, 2017 y 2018— fueron John M. Kosterlitz, Rainer Weiss, Barry Barish, Arthur Ashkin, galardonados con el Premio Nobel de Física; Michael Rosbash, laureado con el Premio Nobel de Fisiología o Medicina; Richard Thaler, William Nordhaus, premiados con el Nobel de Economía; y Bob Dylan recibió el Premio Nobel de Literatura.
Los laureados Elie Wiesel e Imre Kertész sobrevivieron a los campos de exterminio durante el Holocausto, mientras que François Englert sobrevivió al ser escondido en orfanatos y hogares de niños en ese mismo periodo. Otros, como Walter Kohn, Otto Stern, Albert Einstein, Hans Adolf Krebs o Martin Karplus, tuvieron que huir de la Alemania nazi para evitar la persecución. Mientras que otros, como Rita Levi-Montalcini, Herbert A. Hauptman, Robert Furchgott, Arthur Kornberg y Jerome Karle experimentaron significativo antisemitismo en su carrera.
El premiado más anciano fue Leonid Hurwicz, que recibió el premio en 2007 en Economía cuando tenía 90 años de edad. Rita Levi-Montalcini fue, hasta su muerte a los 103 años, la más longeva. Borís Pasternak se vio obligado a rechazar el premio de Literatura en 1958.
La siguiente lista contiene laureados autoidentificados con el pueblo judío, ya sea por considerarse a sí mismos judíos o bien ser descendientes directos de familias judías.